# Solange Aumaitre
Solange Aumaitre Marcelino de Maeztu (Madrid, 1951) es una maquilladora de cine, series y teatro española.

## Trayectoria
Hija de parisino y madrileña, nació en Madrid, pero en 1960 se estableció en La Coruña. 
Empezó como maquilladora en los cortometrajes gallegos Só para nenos (1985), Noa e Xoana (1986) y O resplandor da morte (1991). Después, trabajó en la serie de TVG Imos aló? (1989) y en la película Continental (1990), de Xavier Villaverde.
En 1993 ganó el Goya al mejor maquillaje y peluquería junto a Magdalena Álvarez por su trabajo de maquillaje en Tirano Banderas de José Luis García Sánchez. 
Tras este éxito trabajó en la serie de TVG A familia Pita (1996) y en las películas La novia de medianoche (1997), de Antonio Simón, y El año de la garrapata (2004), de Jorge Coira. Después dejó el cine y se dedica al maquillaje de las óperas en el Palacio de la Ópera de La Coruña. 

## Premios
Los miembros de la Academia de las Artes y las Ciencias Cinematográficas de España (AACCE), la galardonó con el Goya al mejor maquillaje y peluquería 1993, junto a Magdalena Álvarez por su trabajo de maquillaje en la película Tirano Banderas, rodada en distintas localizaciones de Cuba., Está considerado como el primer Premio Goya conseguido por una persona gallega. 

## Filmografía
- Só para nenos (1985) Cortometraje
- Noa e Xoana (1986) Cortometraje
- Imos aló? (1989) Serie de TVG
- Continental (1989)
- Cousas da lingua  (1990) Programa divulgativo de TVG
- Pesquisas: O caso das galiñas aforcadas (1991)
- O resplandor da morte (1991)
- Tirano Banderas (1993) [3]
- A familia Pita (1996) Serie de TVG
- La novia de medianoche (1997) Cortometraje
- Café con leche (1999) Serie de TVE
- El año de la garrapata (2004)